# コスタンツォ・ポルタ

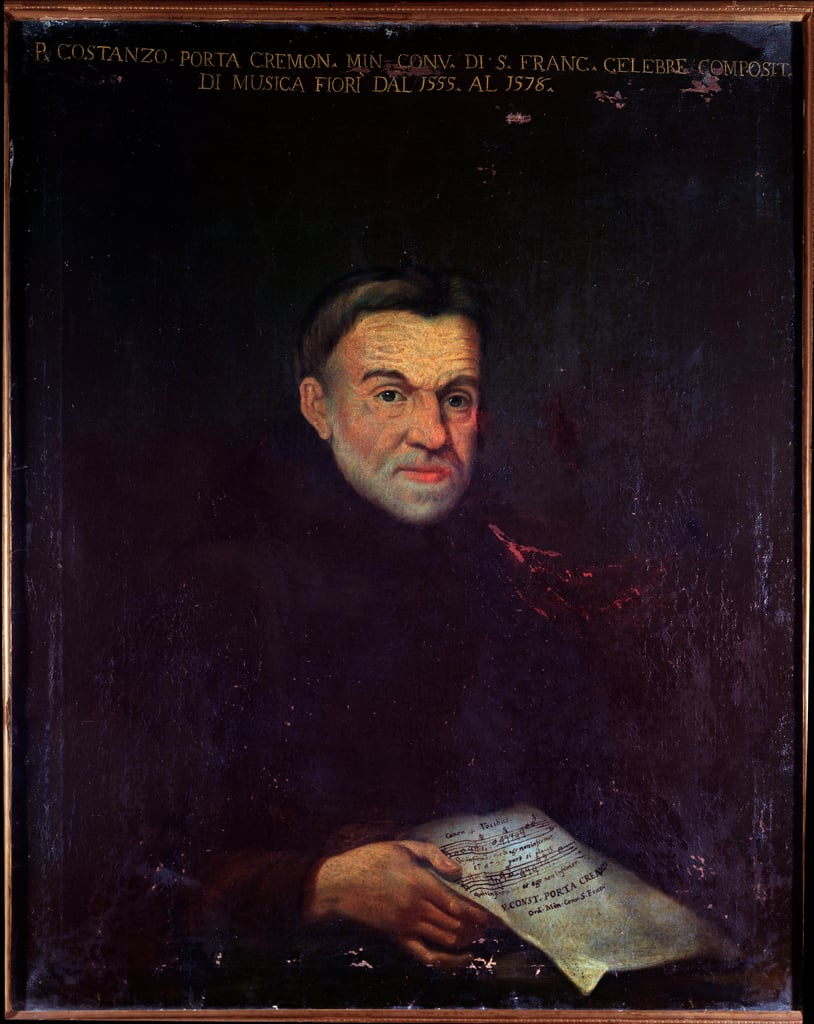
コンスタンツォ・ポルタ

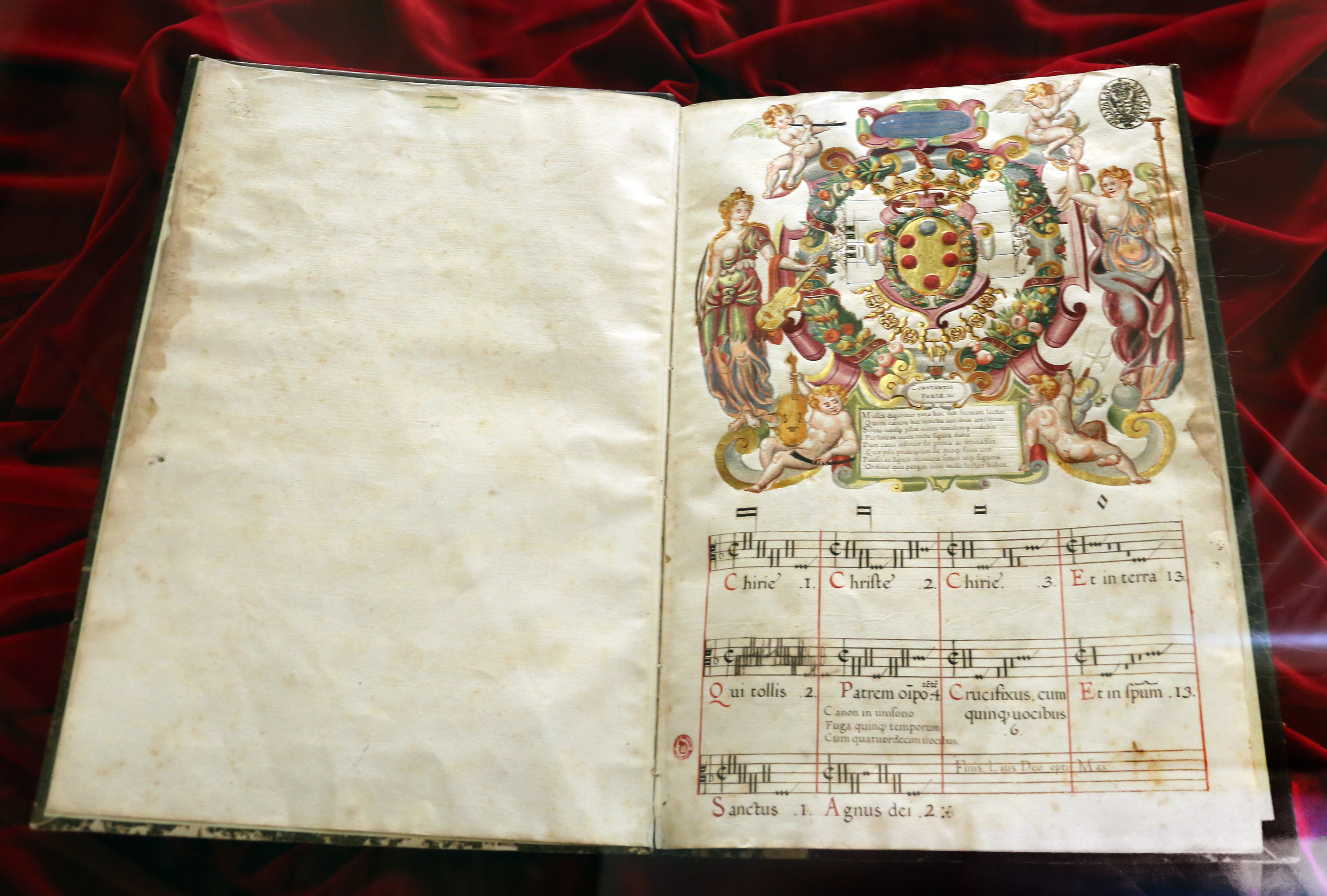
Missa Ducalis, 1565 ca.

コスタンツォ・ポルタ（Costanzo Porta、1528年もしくは1529年 – 1601年5月19日）はルネサンス時代に活躍したイタリアの作曲家で、今日ヴェネツィア楽派と呼ばれる作曲家たちの代表格にあたる。クレモナに生まれパドヴァに没す。生涯を通じて、作曲家、教師として、高く評価されていた。

## 生涯
若い頃についてはほとんど知られていないが、恐らくクレモナの聖ルカ修道会（Convent Porta San Luca）で教育を受けたと考えられている。1550年ころには、ヴェネツィアのサン・マルコ寺院の楽長（maestro di cappella）であったアドリアン・ヴィラールトのもとで学んでいた可能性が高い。この時期に、同じくサン・マルコで学んでいたクラウディオ・メールロと出会っている。彼らは生涯を通じて親交を保った。1552年、ポルタはオージモの聖堂の楽長に就任する。1565年には、短い間パドヴァで職に就いていたが、翌年により魅力的なラヴェンナでのポストに転職している。ラヴェンナでは聖堂のために全く新しい音楽隊を組織するために雇われていた。
1580年ころまでには、ポルタの名声はきわめて高まり、彼を獲得するための競争が行われるほどであった。彼はミラノからの誘いを断り、いくつかの都市の職を転々と巡っていた。また彼はこのころには有名な教師としても人気を得ており、次世代の多くの作曲家が彼から対位法の技術を学んでいる。
晩年はパドヴァで過ごしたが、辛いものであったことは確かなようだ。パドヴァでの音楽水準は衰退しつつあり、さらに健康の悪化や、彼の後釜を狙う人物からの嫉妬にも苦しめられていた。

## 作品
ポルタの作品の多くは宗教音楽で、特にモテットが多い。少なくとも8冊のモテット集を出版しており（うち1冊は散逸）、その他にもミサ曲、入祭唱や、膨大な量の晩課のための賛美歌を出版している。
ポルタの作品は、ニコラ・ゴンベールの作品よりもさらにポリフォニックであり、形式的な厳格さを好み、きっちりと対位法を守った作曲を好んだが、しかしきわめて高い技術を以て作曲されているために、それでも彼の作品は歌詞をはっきりと聞き取ることができる。
彼はしばしば厳格なカノンを用いている。1580年に出版された52のモテット集のうちの1曲の7声のモテットでは、7声のうちの4声までもがカノンのみによって生成されている。また、同じモテット集の別のモテットは、対位法の中で最も書くのが難しいとされる定量カノン（プロラツィオ・カノン）になっている。トリエント公会議にて歌詞が聞き取れないほどの過剰なポリフォニーの実践が禁止されると、多くの作曲家は反発をしたが、ポルタは同僚たちに同調する必要性を感じなかったようである。恐らく、彼自身には、歌詞をはっきりと聞き取ることができるような作曲ができるという自信があったのであろう。ポルタの作品はジョヴァンニ・ダ・パレストリーナに匹敵するほど緻密に構成されており、不協和音と半音階の使用に慎重である一方で、同時代の他の宗教音楽作曲家には真似できないほどの域に達した高度なポリフォニーの技法をふんだんにもちいたものなのである。
後期のモテットのいくつかは、複合唱を用いている。この様式が花開いた16世紀末のヴェネツィアにポルタはいなかったが、かつてこの地でヴィーラルトについて学んだ影響は、生涯にわたって消えることはなかった。またヴェネツィアの最新の流行についてもよく知っていたのであろう。新しい技法も効果的に用いている。
ポルタはマドリガーレも作曲している。多くのものは、雇い主の親族の結婚式などといった特別な機会のために作曲されたものである。世俗曲は宗教作品よりもずっと単純な様式で書かれており、当世風をよく取り入れている。